# Агостична структура
Агостична структура, аґостична структура (рос. агостическая структура, англ. agostic structure) — структура, в якій є атом H, що зв'язаний з атомом як C, так i
металу. Термін вживається для описання взаємодії між зв'язками C–H, Si–H i ненасиченими металічними центрами перехідних металів.
Пов'язаний термін:
Агостичний — термін стосується структури, в якій атом H зв'язаний одночасно з атомами С та металу. Також використовується для характеристики взаємодії С–Н-зв'язку з ненасиченим металічним центром, та для опису подібного зв'язку перехідних металів з Si–H-сполуками. Синонім — μ-гідридо-містковий.